# Гавриил II
Гавриил II (греч.  Γαβριήλ Β΄; ум. 3 декабря 1659) — патриарх Константинопольский в течение одной недели в 1657 году. В дальнейшем — митрополит Прусский (1657—1659). Повешен турками, причислен к лику святых. 

## Биография
О месте и дате рождения Гавриила и его ранней жизни мало что известно. Гавриил был поставлен митрополитом Ганоса и Хоры 23 марта 1648 года. Во главе этой митрополии он оставался до 1651 года, а затем вновь возглавил её в 1654 году. После того, как патриарх Парфения III был казнён турками, Гавриил II 23 апреля 1657 года был поставлен новым патриархом. Его кандидатуру, по всей видимости, активно поддерживала немалая часть греков-фанариотов. Однако, всего спустя неделю он был низложен, по официальной версии потому, что Священный синод Константинопольской православной церкви счёл его недостаточно образованным в богословских вопросах и не подходящим для патриаршего престола.
После этого Гавриил, сохранив за собой кафедру митрополита Ганоса и Хоры, также возглавил в качестве проэдра Прусскую митрополию, тогда как Парфений IV c Прусской митрополичьей кафедры был возведён на патриарший престол. Спустя два года, еврейская община города Прусы направила султану донос на митрополита Гавриила, обвинив его в том, что он тайно крестил мусульманина (христианам в османской империи запрещался прозелитизм в отношении мусульман). По другим данным, в действительности он крестил еврея, которого доносчики «переименовали» в мусульманина задним числом, чтобы произвести впечатление на турецкие власти. 
Султан Мехмед IV и его великий визирь Мехмед Кёпрюлю находились в то время в Бурсе (Прусах), и донос был передан непосредственно им. Поскольку Гавриил II был известен своими пророссийскими симпатиями, а отношения между Османской империей и Русским царством находились в фазе обострения, великий визирь принял решение «поверить» доносу. Митрополит Гавриил был арестован и заключён в тюрьму. Великий визирь, как он делал это уже неоднократно, предложил митрополиту прощение и почести в обмен на публичный переход в ислам, но тот отказался, был подвергнут пыткам, и в конце концов повешен в Бурсе 3 декабря 1659 года. В дальнейшем был причислен к лику святых.